# The Supreme Oppressor
The Supreme Oppressor – drugi minialbum brytyjskiej grupy muzycznej Sylosis. Został wydany 16 grudnia 2007 roku przez wytwórnię płytową In at the Deep End Records.

## Lista utworów
1. „The Supreme Oppressor (Intro)” – 1:23
2. „Manipulation Through Idols” – 4:58
3. „Visions of Demise” – 4:25
4. „Slowly Consumed” – 4:50
5. „Silence from Those in the Sky” – 3:06
6. „Turbulence” – 5:07
7. „Blind Desperation” – 4:05